# A Portrait of Giselle
Pour plus de détails, voir Fiche technique et Distribution.
A Portrait of Giselle est un film américain réalisé par Muriel Balash, sorti en 1982.

## Synopsis
Ce documentaire part à la rencontre de ballerines ayant joué le rôle-titre du ballet Giselle.

## Fiche technique
- Titre : A Portrait of Giselle
- Réalisation : Muriel Balash
- Scénario :
- Photographie :
- Montage :
- Production : Joseph Wishy
- Société de production : Wishupon Productions
- Pays :  États-Unis et  Canada
- Genre : Documentaire
- Durée : 97 minutes
- Dates de sortie : 
  -  États-Unis : 1982

## Distinctions
Le film a été nommé à l'Oscar du meilleur film documentaire.